# 李嶷 (成汉)
李嶷（？—341年），十六国时成汉大臣。
李寿在位时，李嶷担任尚书右仆射，李寿即位之初，遵循开国皇帝李雄的旧规，务行宽厚节俭。后来思想放松，重用小人，多次调发民众，营建宫殿。臣下有小过，他便杀以立威。成汉的百姓怨声载道。李嶷屡次直言规谏，由此得罪了李寿。李寿以其他的罪名，下狱杀死了李嶷和左仆射蔡兴。